# Jiřina Švorcová

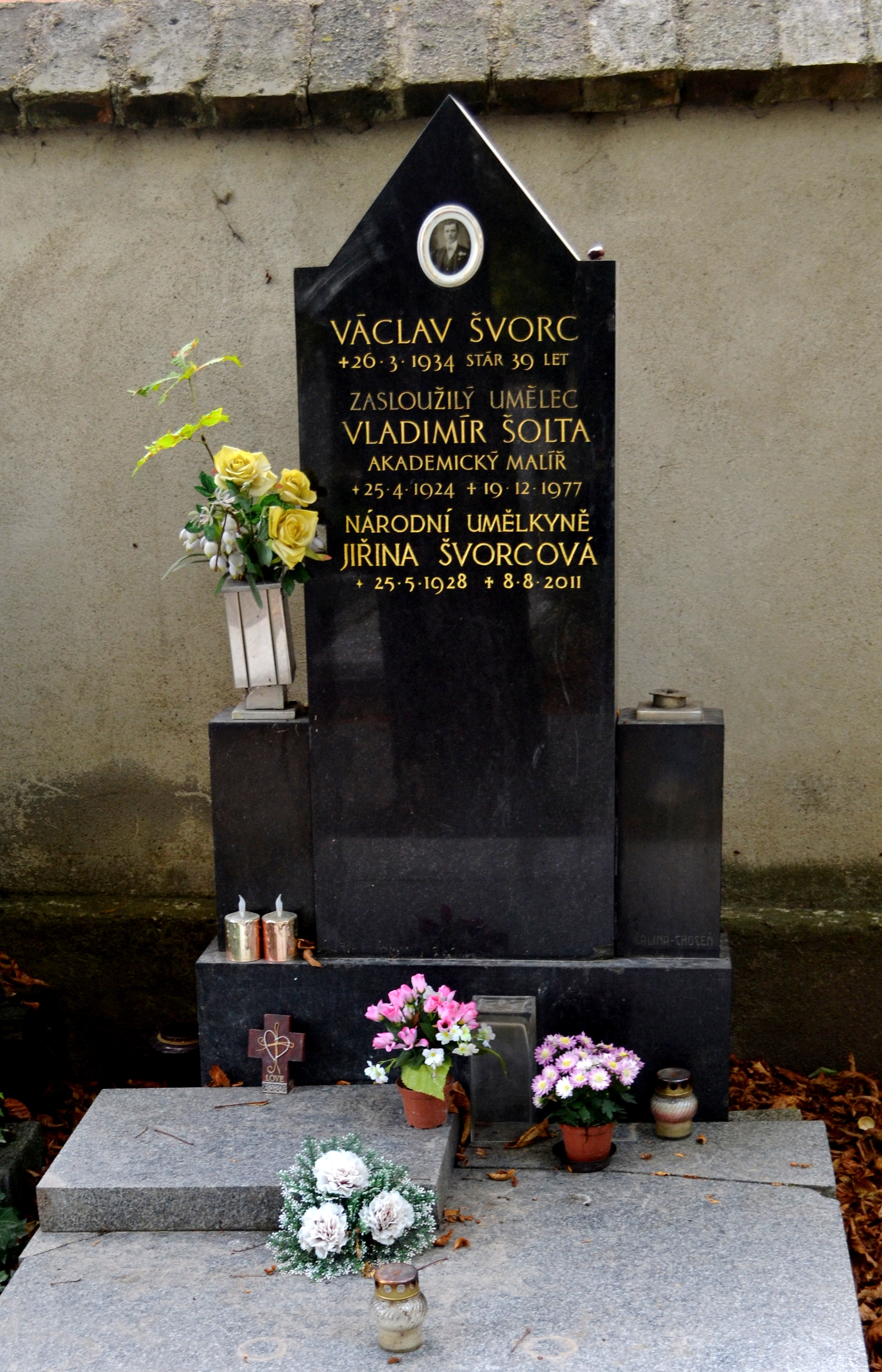
Hrob na hřbitově v Praze 6 – Střešovice

Jiřina Švorcová (25. května 1928 Slezské Předměstí – 8. srpna 2011 Praha) byla česká divadelní a filmová herečka a politička Komunistické strany Československa, po sametové revoluci Komunistické strany Čech a Moravy.

## Životopis
Narodila se 25. května 1928 ve Slezském Předměstí (nyní část Hradce Králové). Pocházela z dělnické rodiny. Studovala učitelský ústav a poté se stejně jako její starší bratr Václav zapsala na pražskou Divadelní fakultu AMU (DAMU). Po jejím absolvování se na rok vrátila do Hradce Králové, kde působila v místním divadle. V roce 1951 se stala členkou souboru Divadla na Vinohradech, kde působila až do roku 1990.  
Její hereckou kariéru a popularitu zásadním způsobem ovlivnila politická angažovanost po pražském jaru 1968, kdy se stala jednou z klíčových postav normalizační kultury. Už na počátku roku 1969 na sebe upozornila účastí na založení Leninského svazu mladých, který měl navázat na zaniklý Československý svaz mládeže. Zakládající schůze v tanečním sálu žižkovského hotelu Tichý sklidila velmi negativní veřejný ohlas a byla všeobecně vnímána jako provokativní akce konzervativních komunistů. Svaz neměl naději na existenci a jeho živoření skončilo v roce 1970 se vznikem Socialistického svazu mládeže. Švorcové však tato akce přinesla punc vášnivě zapálené komunistky, ambivalentní postoje veřejnosti i zájem normalizační politické špičky.
Od počátku sedmdesátých let se Švorcová zapojovala na různých úrovních do probíhajícího procesu normalizace, cenzurnímu procesu přispívala například svým zasedáním v poradním sboru ústředního dramaturga Filmového studia Barrandov. V roce 1976 byla zvolena do Ústředního výboru KSČ a stala se také předsedkyní nově vzniklého Svazu českých dramatických umělců, kterou zůstala až do jeho zániku v roce 1990. Svou veřejnou pověst Švorcová poznamenala i aktivní účastí na přípravě a prezentaci tzv. Anticharty v roce 1977.
Režim její činnost ocenil Řádem Vítězného února (1978) a titulem národní umělkyně (1984). Své postoje nezměnila ani po sametové revoluci, zůstala komunistkou. Pokračovala v angažování se ve prospěch komunistické myšlenky, působila na kampaních a akcích KSČM jakožto recitátorka komunistické poezie. V roce 1996 neúspěšně kandidovala za KSČM do Senátu na Litoměřicku. V roce 2011 obdržela od TV Barrandov cenu Prominent roku.
Zemřela v pražské léčebně dlouhodobě nemocných na Malvazinkách.

## Spor o TV portrét z cykluPo stopách hvězd
Česká televize odmítla v říjnu 2008 odvysílat pořad z cyklu Po stopách hvězd o Jiřině Švorcové, jehož režisérem byl Marek Škarpa. Tiskový mluvčí ČT Ladislav Šticha to odůvodnil tvrzením, že dokument údajně působí jako obhajoba komunistické angažovanosti herečky v době minulého režimu. „Po zhlédnutí dílu o Jiřině Švorcové jsme museli bohužel konstatovat, že tento díl zcela vybočuje z žánru. Není to ani tak o kariéře Jiřiny Švorcové, ale o samoobhajobě některých z těch, kteří v díle hovoří. O době komunistické angažovanosti se v dokumentu hovoří jako o době velkých ideálů,“ uvedl Šticha.

## Ocenění
- 1973 – Za ochranu hranic ČSSR I. stupně (zlatý odznak)[8]
- 1978 – Řád Vítězného února
- 1984 – Národní umělec
- Řád práce

## Divadelní role (výběr)
- 1950 – Pavel Kohout: Dobrá píseň, Kateřina, Divadlo na Vinohradech, režie Otto Haas
- 1966 – Tennessee Williams: Kočka na rozpálené střeše, Mae, Divadlo na Vinohradech, režie Stanislav Remunda
- 1967 – Neil Simon: Podivný pár, Gladys Penguinnová, Divadlo na Vinohradech, režie Jaroslav Dudek

## Filmografie, výběr
- 1950 Temno – role: Helenka
- 1951 Cesta ke štěstí – role: Vlasta Tomešová
- 1952 Nad námi svítá – role: Marie
- 1953 Přicházejí z tmy – role: Tonička
- Vstup zakázán (1959) – Štěpánková v povídce Bloudění
- Král Šumavy (1959) – Marie Rysová
- Zlé pondělí (1960) – Radkova matka
- Smyk (1960) – Marie
- Reportáž psaná na oprátce (1961) – Jelínková
- Tereza (1961) – Tereza Machátová
- Pouta (1961) – Magda Muzikářová
- Horoucí srdce (1962) – Božena Němcová
- Člověk není sám (1971) – Ing. Jostová
- Jakou barvu má láska (1973) – Karla
- Putování Jana Amose (1983) – Cyrilová
- Anynka a čert (pohádka, 1984) – Anynčina matka

## Televize
- 1955 Dobrá píseň (TV film) – role: Katka
- 1975 Matka (TV seriál)
- 1977 Žena za pultem (TV seriál) – hlavní role: Anna Holubová
- 1980 Okres na severu (TV seriál) – role: Pláteníková
- 1984 My všichni školou povinní (TV seriál) – role: Kopecká
- 1986 Gottwald (TV seriál)
- 1989 Velká filmová loupež (TV seriál)
- 1989 Roky přelomu (TV seriál)
- 1989 Než poznáš první úsměv (TV film) – role: primářka

## Knihy
- Býti Švorcovou (Jiří Zapletal, Erika 2001, ISBN 9788071900610)
- Z očí do očí (rozhovor, Miroslav Graclík, XYZ 2010, ISBN 978-80-7388-384-3)
- Jiřina Švorcová osobně (Miroslav Graclík / Václav Nekvapil, XYZ 2010, ISBN 9788073884048)
- Jiřina Švorcová poslední role života (Miroslav Graclík / Václav Nekvapil, XYZ 2011, ISBN 9788073886073)

## Alba
- Portrét herečky (1977)
- Naše sny (2008)
- Audiovzpomínky (2010)

## Rozhlasové role, výběr
- Věc Makropulos (Čs. rozhlas, 1975) – Emilia Marty